# Sympegma
Sympegma é um género botânico pertencente à família Amaranthaceae.
1. ↑  «Sympegma — World Flora Online». www.worldfloraonline.org. Consultado em 19 de agosto de 2020
2. ↑  «Flora do Brasil 2020». www.reflora.jbrj.gov.br. Consultado em 31 de julho de 2018